# U.S. Bank Centre
U.S. Bank Centre (také jako City Centre a dříve jako Pacific First Center) je mrakodrap v Seattlu. Má 44 podlaží a výšku 177 metrů, je tak 7. nejvyšší mrakodrap ve městě. Výstavba probíhala v letech 1987 - 1989 a za designem budovy stojí firma Callison Architecture. Budova byla otevřena pod názvem Pacific First Center, v dnešní době se ji také někdy říká City Centre.